# Opogona hemidryas
Opogona hemidryas är en fjärilsart som beskrevs av Edward Meyrick 1915. Opogona hemidryas ingår i släktet Opogona och familjen äkta malar.
Artens utbredningsområde är Guyana. Inga underarter finns listade i Catalogue of Life.